# متلازمة كاداسيل
متلازمة كاداسيل (بالإنجليزية: CADASIL syndrome)‏ أو اعتلال الشرايين الدماغية الذاتي السائد مترافق مع احتشاءات تحت قشرية واعتلال بيضاء الدماغ (بالإنجليزية: Cerebral Autosomal-Dominant Arteriopathy with Subcortical Infarcts and Leukoencephalopathy)‏ هي أكثر أنواع السكتة الوراثية شيوعا، ويعتقد أن سببها طفرة في المورثة Notch 3 في الصبغي 19.
هذه الحالة هي أحد الحالات التي تنتمي لمجموعة الأمراض المصنفة ضمن أمراض حثل المادة البيضاء. أبرز المظاهر السريرية لهذا المرض حدوث نوبة نقص تروية عابرة أو سكتة. وتحدث في عمر ما بين 40-50 سنة، وغالبا ما يستطيع التصوير بالرنين المغناطيسي أن يشخص علامات المرض قد ظهور المظاهر السريرية بسنوات.
اكتشفت الباحثتان الفرنسيتان ماري جيرمان بوسيه وإليزابيث تورنييه لاسيرف الحالة وسمتاها في تسعينيات القرن الماضي. حصلت الباحثتان -مع هوغو شبرياه وآن جوتل- على جائزة برين لعام 2019 تقديرًا لأبحاثهما حول هذه الحالة.

## العلامات والأعراض
تتظاهر متلازمة كاداسيل في البداية بنوبات صداع نصفي مصحوبة بأورة أو نوبات نقص تروية عابرة تحت قشرية أو سكتات دماغية أو اضطرابات مزاج بين سن 35 و55 عام. يتطور المرض إلى خرف تحت قشري مصحوب بشلل بصلي كاذب وتبول لا إرادي.
تشكل السكتات الدماغية الإقفارية أشيع المشاكل المرتبطة بمتلازمة كاداسيل؛ إذ يطور نحو 85% من الأفراد العرضيين نوبات إقفارية عابرة أو سكتات دماغية. تصيب النوبات الإقفارية الأفراد بمتوسط عمر يقدر بنحو 46 عام (بين 30- 70 عام). تصيب السكتات الدماغية الجوبية التقليدية ثلثي الحالات على الأقل، بينما تكون السكتات الدماغية الشقية أقل شيوعًا بكثير. تجدر الإشارة إلى أن السكتات الدماغية الإقفارية تحدث عادةً في غياب عوامل الخطر القلبية الوعائية التقليدية. تؤدي السكتات الدماغية الصامتة المتكررة، مع أعراض سريرية أو بدونها، إلى تدهور معرفي وخرف تحت قشري صريح. شخصت إحدى حالات متلازمة كاداسيل بعد حضور المريض بذهان عضوي فصامي الشكل.

## العلاج
لا يتوفر علاج خاص ومحدد لمتلازمة كاداسيل. تستخدم الزمر العلاجية التقليدية لتدبير شكايات مرضى متلازمة كاداسيل -كالصداع النصفي والسكتة الدماغية، ولكنها تبقى علاجات تجريبية؛ إذ لا تتوفر معلومات كافية حول فائدتها لدى مرضى المتلازمة. قد تساعد العوامل المضادة للصفائح كالأسبرين أو الديبيريدامول أو الكلوبيدوغريل في الوقاية من السكتات الدماغية. ومع ذلك، قد يكون العلاج بالمميعات غير محبذ بسبب ميل المرضى لتطوير نزوف دقيقة. يجب ضبط ضغط الدم المرتفع لدى مرضى هذه المتلازمة بشكل خاص. لم تثبت الدراسات فائدة الاستخدام قصير الأمد للأتورفاستاتين، وهو دواء خافض للكوليسترول من زمرة الستاتينات، في تحسين مؤشرات الدورة الدموية الدماغية لدى مرضى متلازمة كاداسيل. ومع ذلك، يوصى باستخدامه لعلاج الأمراض المصاحبة كارتفاع كوليسترول الدم. يوصى أيضًا بإيقاف تناول حبوب منع الحمل لدى مرضى هذه المتلازمة. ينصح بعض المؤلفين بعدم استخدام التريبتانات لعلاج الصداع النصفي، لأنها تسبب تضيق وعائي، ولكن لا يوجد إجماع شامل على هذه النصيحة. في هذا الصدد، تصبح البدائل الحديثة التي تفتقر للتأثير المضيق للأوعية خيارات جذابة، كاللازميدتان من زمرة الديتانات والأوبرجيبانت أو الريميجيبانت من زمرة الجيبانات. ومع ذلك، لم يخضع استخدامها في متلازمة كاداسيل بشكل خاص للاختبار بعد. ينصح المصابون بمتلازمة كاداسيل بالإقلاع عن التدخين أيضًا.
وجدت إحدى الدراسات الصغيرة نزوف مخية دقيقة (مناطق صغيرة تحوي دم قديم) لدى نحو ثلث مرضى متلازمة كاداسيل عند التصوير بالرنين المغناطيسي.
اقترح البعض استخدام الأرجنين، وهو حمض أميني طبيعي، كعلاج محتمل لمتلازمة كاداسيل، ولكن لم تجر أي دراسات سريرية تدعم استخدامه حتى عام 2017. لم يظهر الدونيبيزيل، الذي يستخدم عادةً في علاج مرض آلزهايمر، أي فائدة في تحسين الوظائف التنفيذية لدى مرضى متلازمة كاداسيل.